# 应答器

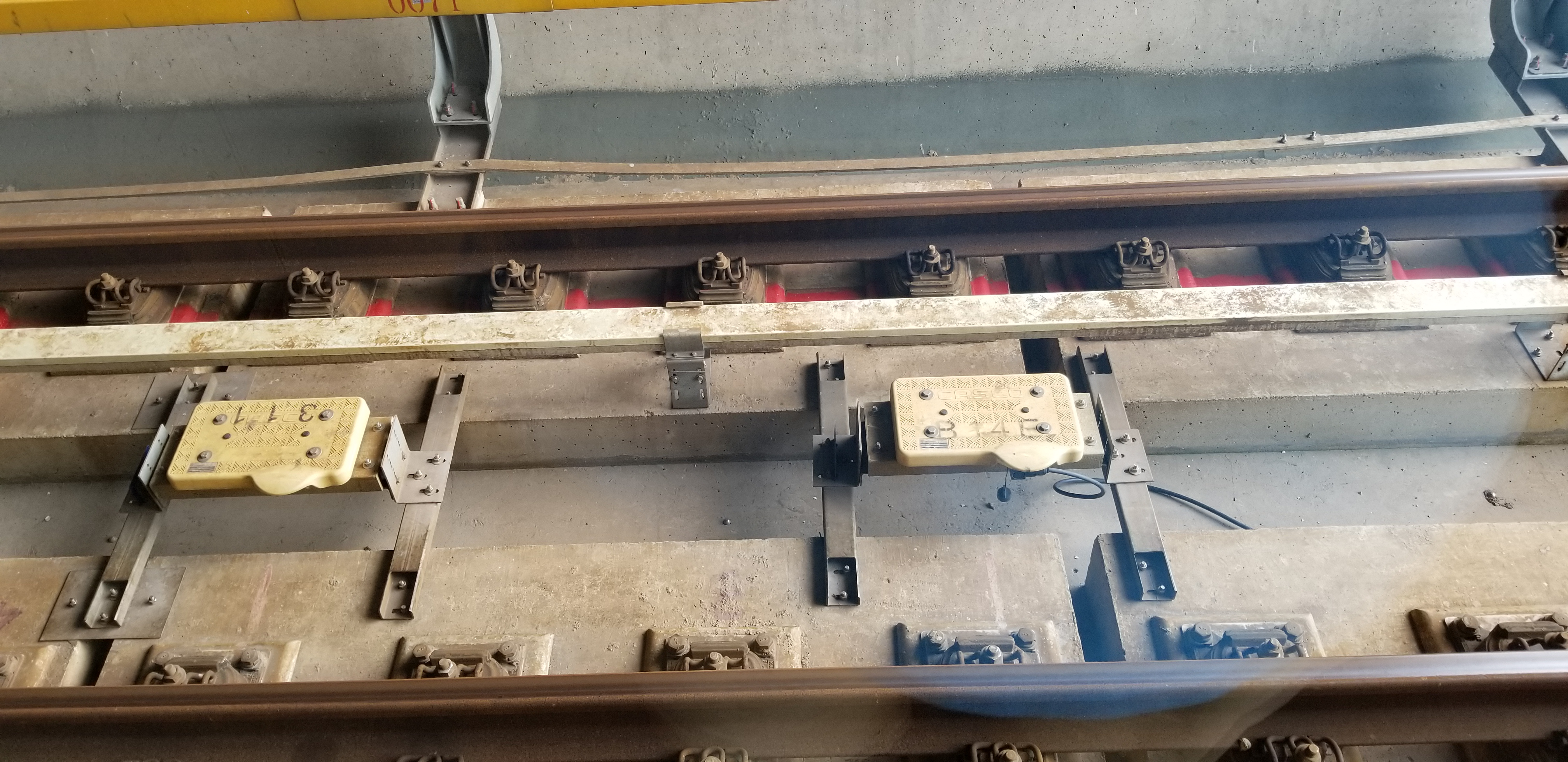
野生动物园站西端一组欧标应答器，左为无源应答器，右为有源应答器

应答器是利用电磁感应理论在特定地点進行机车与地面间相互通信的数据传输装置，安装于两根钢轨中心枕木上。

## 工作原理
当列车上的查询器通过地面应答器时，应答器被查询器瞬時功率激活进入工作状态，并向查询器连续发送储存于应答器中的行车数据。

## 材质
选用不饱和聚醋树脂，采用SMC片材热压成型工艺。

## 特点
- 提供固定信息：里程标、区间长度、限速值、坡道值等。
- 提供实时信息：股道号、进站、出站、通过等。
- 寿命长。